# Victor-Auguste Frémyn
Victor-Auguste Frémyn, né à Paris (ancien 10e arrondissement) le 26 février 1827 et mort dans cette même ville le 3 mai 1906, est un notaire et homme politique français du XIXe siècle.

## Biographie
Victor-Auguste Frémyn est le fils de Valentin-Étienne Frémyn (1796-1858), président de la chambre des notaires de Paris et conseiller municipal (orléaniste mais favorable au régime bonapartiste) entre 1851 et 1857. Son grand-père maternel est Louis-Auguste Lahure, lui aussi notaire et conseiller municipal de la capitale (de 1831 à 1847).
Après avoir obtenu une licence à la Faculté de droit de Paris en 1847, Victor-Auguste s'oriente à son tour vers le notariat. Par décret impérial du 10 janvier 1855, il est nommé notaire en remplacement de son père, qui a démissionné en sa faveur. Il dirigera l'étude pendant vingt ans.
Résidant au no 14 de la rue de Bellechasse, il est adjoint au maire du 7e arrondissement entre 1860 et 1869. Chevalier de l'Ordre de Charles III d'Espagne depuis 1858, il est nommé chevalier de la Légion d'honneur par décret du 15 août 1867.
Soutenu par l'Union parisienne de la presse, qui patronne les candidats conservateurs (monarchistes ou républicains très modérés) lors des élections de juillet 1871, il est élu membre du conseil municipal, dont il sera plusieurs fois vice-président, et siège également au conseil général de la Seine. Réélu en 1874, il démissionne de ses fonctions le 10 décembre 1875.
Habitant à la fin de sa vie au no 4 de la rue Lavoisier, Frémyn meurt le 3 mai 1906. Ses obsèques sont célébrés en l'église Saint-Augustin.

## Distinctions
- Chevalier de l'ordre de Charles III
- Chevalier de la Légion d'honneur

## Sources bibliographiques
- Ernest Glaeser, Biographie nationale des contemporains, Paris, Glaeser, 1878, p. 267.
- Ernest Gay, Nos édiles, Paris, 1895, p. 8 et 153.
- Nobuhito Nagai, Les conseillers municipaux de Paris sous la troisième république, 1871-1914, Paris, Sorbonne, 2002, p. 98 et 161.